# Singin' My Lu
Singin' My Lu（シンギン・マイ・ル）は、SOUL'd OUTの20枚目のシングルである。2012年8月1日にエスエムイーレコーズから発売された。

## 概要
- 前作「SUPERFEEL」から約4か月ぶりのリリースであり、2012年2作目のシングル。
- 表題曲は、テレビ東京系アニメ『超訳百人一首 うた恋い。』のエンディングテーマに起用された[1]。自身のシングル表題曲がテレビアニメの主題歌に起用されるのはテレビアニメ『ブーンドックス』のテーマソングに起用された15枚目のシングル「MEGALOPOLIS PATROL」以来5作ぶり。
- 期間生産限定盤、通常盤の2種リリースであり、前者には「"Singin' My Lu" Inspired Movie "THE LAST GUEST"」が収録されたDVD、クリアジャケットが同梱された。クリアジャケットには、『超訳百人一首 うた恋い。』に登場するキャラクターの在原業平が描かれている。イラストはアニメーション製作を手掛けたTYOアニメーションズによる描き下ろし。

## 収録曲
1. Singin' My Lu [5:47]
作詞：Diggy-MO'・Bro.Hi、作曲：Diggy-MO'・Shinnosuke、編曲：Shinnosuke・Diggy-MO'
  - 淡い回想、心情をシンプルに描いている[2]。
2. BASTARD [5:19]
作曲・編曲：Shinnosuke
3. STEALTH II [4:42]
作詞・作曲・編曲：Diggy-MO'
4. Singin' My Lu（Instrumental）
5. Singin' My Lu（TV-size） [1:30]

DVD (期間生産限定盤のみ同梱)
1. "Singin' My Lu" Inspired Movie "THE LAST GUEST"
監督：三石直和